# Ramdam à Amsterdam
Pour plus de détails, voir Fiche technique et Distribution.
Ramdam à Amsterdam (titre original : El Magnifico Tony Carrera) est un film italo-hispano-allemand réalisé par José Antonio de la Loma sorti en 1968.

## Fiche technique
- Titre original espagnol : El Magnifico Tony Carrera[1]
- Réalisation et scénario : José Antonio de la Loma
- Musique : Gianni Marchetti
- Production : Luis Garcia, Helmut Reininger, Fernando Russo, Giuseppe Maggi et Mario Maggi pour les sociétés Moncayo Film, Cineproduzioni Associate, Hape Film Company[2],[3].
- Date de sortie : 1968
  - France : 12 avril 1972

## Distribution
- Thomas Hunter : Tony Carrera
- Gila von Weitershausen : Ursula Beaulieu
- Fernando Sancho : Professeur Einstein
- Walter Barnes : Sénateur Barnes
- Erika Blanc : Antonella Arnaldini
- Alberto Farnese : Rick
- Gérard Tichy : Serge
- Dieter Augustin : un officier
- Antonio Casas : le commissaire van Heuven
- Ini Assmann : Sammy
- Enzo Fiermonte : Arnaldo
- Hans Waldherr : Peppino
- Barbara Behrendt : la secrétaire